# Vratislavský dům
Vratislavský dům je renesanční dům na Masarykově náměstí v Třeboni, postavený pravděpodobně v 16. století šlechtickou rodinou Vratislavů na základech staršího gotického domu.

## Dějiny
Po velkém požáru Třeboně roku 1618 anebo při obléhání města vojáky generála Baltasara Marradase i Vich roku 1622 byl zřejmě poškozen a roku 1623 poprvé rekonstruován. Po Vratislavech získal tuto významnou nemovitost se vší pravděpodobností další nižší šlechtic, Jan Ruthard Mirotický z Malešova. Po něm ji zdědila jeho žena Ludmila a ta ji asi prodala písemně již doloženému Matyáši Pirglerovi.
Roku 1656 koupil dům Tobiáš Prattenberger za 1350 kop míšenských. V roce 1672 jej pak prodal Janu Kazilovi, měšťanovi a spoluradnímu třeboňskému, který jej opravil, zvelebil a postoupil roku 1710 Melicharu Cibuškovi za 1000 zlatých rýnských. Vdova Terezie Cibušková pak prodala v roce 1740 dále vylepšený dům svému zeti Filipovi Thurnerovi za 2000 zlatých rýnských. Vdova Ludmila Thurnerová, rozená Cibušková, pak postoupila dům svému druhému manželovi Josefu Schatzovi.

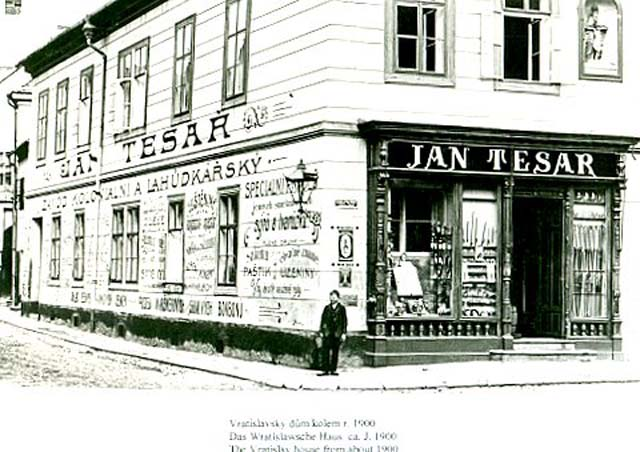
Průčelí domu kolem roku 1900

Roku 1773 se ujal domu Karel Solberger za sumu 1400 zlatých rýnských. Je pravděpodobné, že při velkém požáru Třeboně v roce 1781 byl dům rovněž poškozen a tehdy zřejmě vznikl nový krov patrně i s novými stropy nad prvním patrem. V roce 1808 převedla vdova Antonia Solbergerová dům v hodnotě 6937 zlatých na svého syna Františka Solpergera, měšťana a obchodníka. Ještě v roce 1870 je v městské knize uváděn jako vlastník František Solperger. V pozemkové knize města Třeboň navazuje pak nejstarší zápis z roku 1866, kde je jako majitel uveden již Antonín Břeský z Birkenfelsu. Za tohoto majitele byla zřejmě provedena koncem 19. století historizující přestavba včetně úpravy fasád a schodiště.
Roku 1901 koupili dům manželé Jan a Matylda Tesařovi. V té době byl dům v průčelí opatřen nejprve jedním později dvěma předsazenými dřevěnými výkladci a provedena pseudorenesanční úprava štítu prakticky do dnešní podoby. Roku 1930 přešla polovina budovy po Matyldě Tesařové na Jana Tesaře staršího. V roce 1948 získali třetinové vlastnické podíly Marie Broukalová, Božena Dušková a Dr. Jan Tesař. Roku 1960 přešlo vlastnictví domu vnucenou darovací smlouvou na Československý stát. V r. 1980 byla provedena poměrně nevhodná adaptace přízemí budovy sejmutím předložených dřevěných výkladců a nevýrazným řešením štítového průčelí.
Roku 1991 získali dům v restituci potomci bývalých vlastníků, provedli opravu střechy a prodali jej roku 1999 stávajícím majitelům. Ti po provedení stavebně historického průzkumu a po konzultaci s Památkovým ústavem České Budějovice v roce 2001 celý objekt zrekonstruovali. Schválený postup rekonstrukce má za cíl chránit a zvýraznit všechny architektonicky cenné prvky pozdně renesančního Vratislavského domu.
V tomto roce byla v přízemních klenutých prostorách otevřena restaurace Vratislav. V současné době jsou pro společenské účely a dobré pohostinství využity i bývalé suterénní a sklepní prostory renesanční budovy, pod názvem "Vratislavský dům", v létě i s předzahrádkou na Masarykově náměstí.

## Architektonické prvky

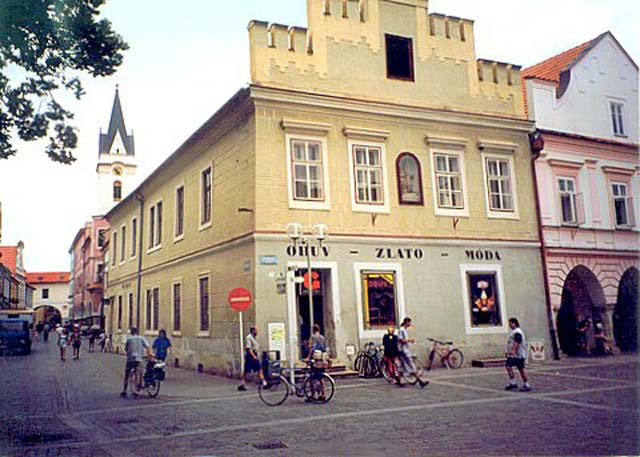
Dům v roce 1999

Zachované kvalitní architektonické detaily a prvky jsou podle stavebně historického průzkumu
- historizující prvky celé fasády boční a od 1. patra výše fasády průčelní včetně štítu, kovaných prvků a rozvrhu a typu oken,
- renesanční a mladší klenby suterénu a přízemí,
- historizující schodiště včetně zábradlí a kamenných sloupů,
- ploché stropy s fabiony v patře,
- patrně klasicistní krov a systém komínů,
- zbytek snad zděného loubí či portálu vjezdu v přízemí vpravo v průčelí,
- systém zazděných otvorů a nik ve zdi k sousednímu domu č. 85,
- okna s mřížemi v průčelí obou vikýřů v partii půdy k domu č. 85,
- kamenné ostění u vchodu do obchodu v průčelí,
- kamenný portál vzadu v přístavku přízemí s mladšími dveřmi a kováním,
- kamenné stupně před vchodem do obchodu v průčelí,
- starší nátěrové vrstvy a omítky pod stávající fasádou,
- kovaný závěs vývěsního štítu,
- nika s polychromovanou sochou Nejsvětější trojice v průčelí do Masarykova náměstí .